# Península de Iamal

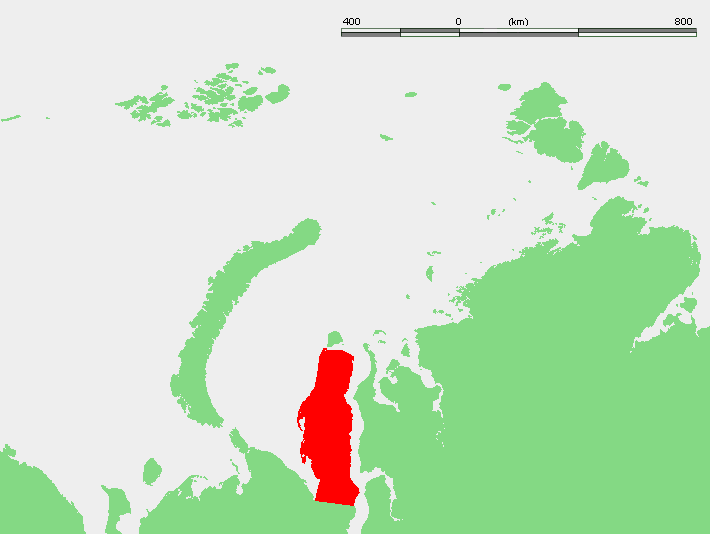
Localização da península de Iamal

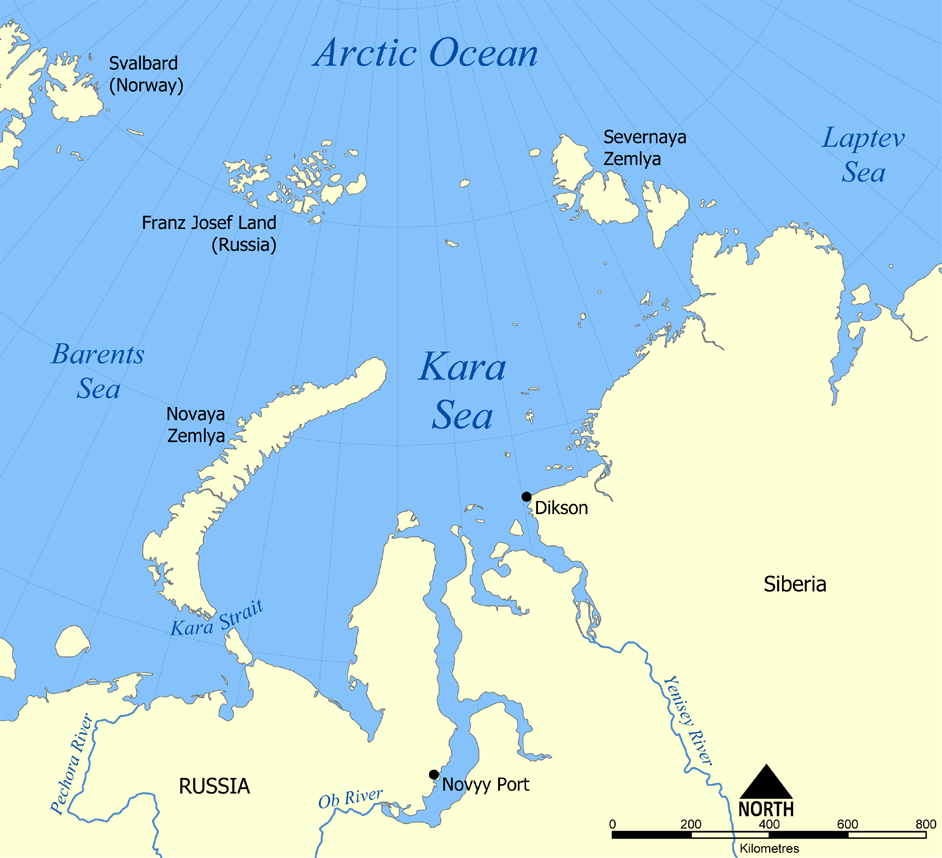
Iamal situa-se a oeste do golfo do rio Ob.

A Península de Iamal ou Península de Yamal (em russo:  полуо́стров Яма́л) fica ao norte da Rússia em Iamália-Nenétsia, sendo rodeada pelo Mar de Kara, Baía Baydaratskaya e Golfo de Ob. A norte fica a Ilha Belyi, da qual está separada pelo estreito de Malygin. É praticamente desabitada e o seu solo é maioritariamente permafrost.